# Suzanne (Ardenas)
 Suzanne  es una población y comuna francesa, en la región de Champaña-Ardenas, departamento de Ardenas, en el distrito de Vouziers y cantón de Tourteron.

## Demografía
| 112 | 113 | 95 | 72 | 60 | 61 |
| Para los censos de 1962 a 1999 la población legal corresponde a la población sin duplicidades (Fuente: INSEE [Consultar]) |     |    |    |    |    |